# 高能同步辐射光源

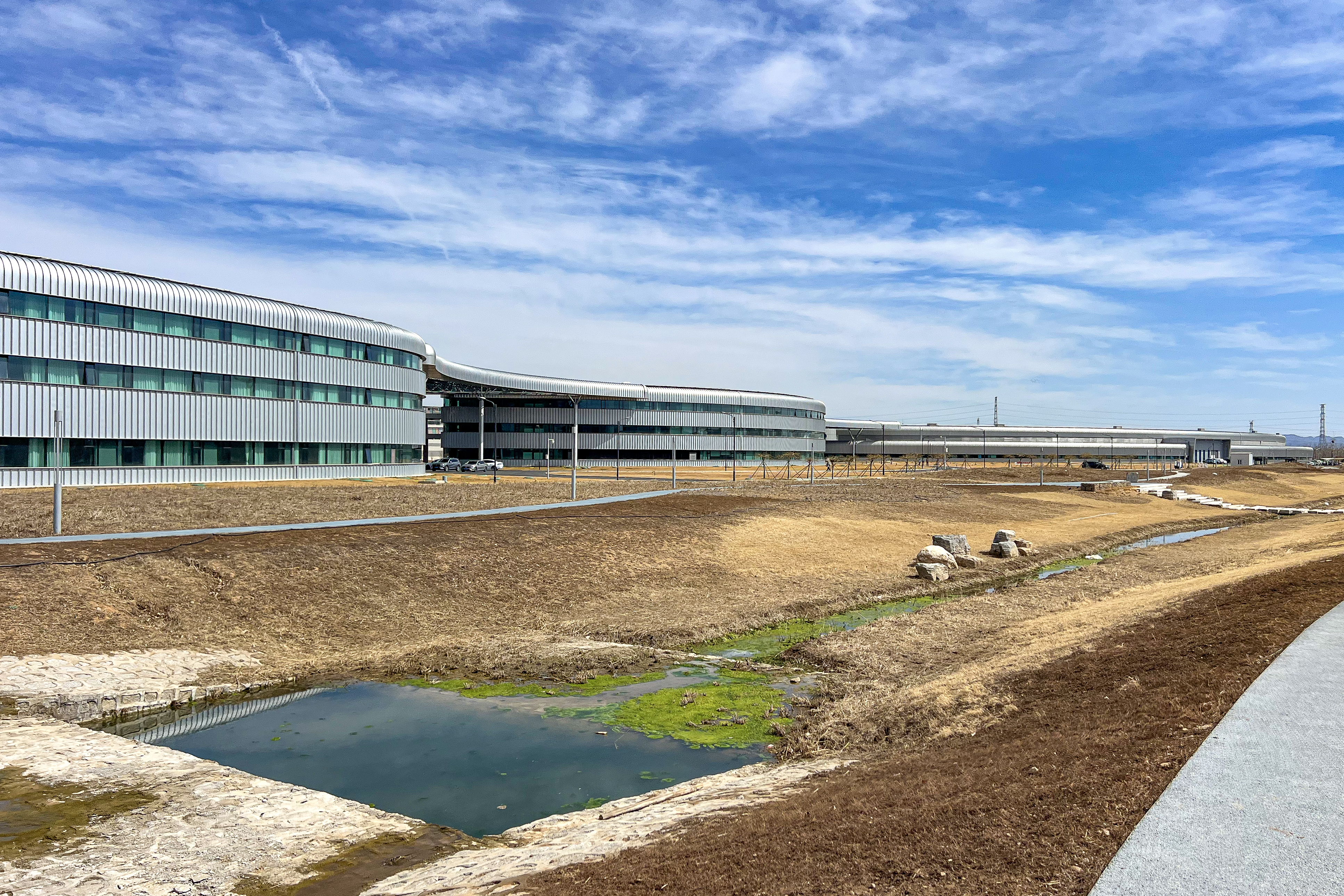
HEPS南侧（2025年3月）

高能同步辐射光源（英語：High Energy Photon Source，缩写HEPS）是北京市怀柔区怀北镇的一所建设中的大型科学设施，隶属中国科学院高能物理研究所。该设施将是中国第一台衍射极限储存环同步辐射光源，预计在2025年建成，可以产生高能X射线用于各种科学研究。40°22′59.40″N 116°41′41.31″E / 40.3831667°N 116.6948083°E

## 建设进展
- 2019年6月启动建设。[3][4]
- 2020年7月，开始钢结构施工，[5]次年1月6日钢结构竣工。[6]
- 2021年6月28日，开始安装科研设备。[7]
- 预计2025年竣工及投入使用。[8]